# Phoradendron teretifolium
Phoradendron teretifolium är en sandelträdsväxtart som beskrevs av J. Kuijt. Phoradendron teretifolium ingår i släktet Phoradendron och familjen sandelträdsväxter. Inga underarter finns listade i Catalogue of Life.